# Xylopriona crebra
Xylopriona crebra är en tvåvingeart som beskrevs av Pritchard 1947. Xylopriona crebra ingår i släktet Xylopriona och familjen gallmyggor.
Artens utbredningsområde är Minnesota. Inga underarter finns listade i Catalogue of Life.